# LaCie
LaCie es una empresa informática de hardware especializada en discos duros externos, RAID arrays, unidades ópticas y pantallas de ordenador. Cuentan con varias líneas de producto de discos duros, que abarcan desde unidades de bolsillo hasta soluciones con capacidad para varios terabytes. También cubren un amplio abanico de interfaces (FireWire 400, FireWire 800, Serial ATA, USB 2.0, USB 3.0 Thunderbolt y Ethernet). LaCie también tiene discos duros portátiles que no necesitan cable de alimentación.
Su línea de producto de pantallas de ordenador se dirige específicamente a profesionales gráficos, con un mayor énfasis en el ajuste y precisión de color.